# 拍掌知音
《拍掌知音》（臺羅: Phik-tsióng ti-im）為清朝康熙時期，大約在（1700年）之前廣州府連州（廣東連縣）人廖綸璣（清朝例監，正黄旗教習）所編撰的一部以泉州音為主的閩南語音韻圖學書籍。拍掌知音全稱為《拍掌知聲切音調平仄圖》，亦稱《擊掌知音》或《拍掌知聲》。擊掌、拍掌是古時學生練習拼讀字音的一種寓學於樂的遊戲、擊掌為訊以回對錯，並以此作為書名的開頭。

## 內容
全書按韻設圖，共分為36圖。每圖縱列以15個聲母為代表字，橫列有8個聲調，例字列在縱橫交合處。有音無字者以O表示，除第18圖為“白讀音”外，其餘全為“文讀音”，可以視為泉州語音之“文讀單音字表解韻書”。為研究泉州話早期文白異讀的珍貴參考史料。

## 刊本
- 廖綸璣編《拍掌知音》芹園藏板，梅軒書屋藏本。

## 參閲
- 八音定訣
- 彙集雅俗通十五音全本
- 三推成字法

## 外部連結
- 古屋昭弘：〈关于《拍掌知音》的成书时间问题 （页面存档备份，存于）〉。
- 泉州歷史網 （页面存档备份，存于）
- 中華閩南文化網
- 中央研究院漢籍電子文獻 （页面存档备份，存于）
- 中央研究院歷史語言研究所 （页面存档备份，存于）